# Kazushi Mitsuhira
Kazushi Mitsuhira (født 13. januar 1988) er en japansk fodboldspiller, som spiller for den japanske fodboldklub Oita Trinita.